# Transzendentale Methodenlehre
Die transzendentale Methodenlehre ist der zweite Teil der Kritik der reinen Vernunft (KrV) von Immanuel Kant.
| \| \| \| \| \| \| \| \| \| \| \| \| \| Vorrede \| \| \| \| \| \| \| \| \| \| \| \| \| \| \| \| \| \| \| \| \| \| \| \| \| \| \| \| \| \| \| \| \| \| \| \| \| \| \| \| \| \| \| \| \| \| \| \| \| \| \| \| \| \| Einleitung \| \| \| \| \| \| \| \| \| \| \| \| \| \| \| \| \| \| \| Transzendentale Elementarlehre \| Transzendentale Elementarlehre \| Transzendentale Elementarlehre \| Transzendentale Elementarlehre \| Transzendentale Elementarlehre \| Transzendentale Elementarlehre \| \| \| \| \| \| \| \| \| \| \| Transzendentale Methodenlehre \| Transzendentale Methodenlehre \| Transzendentale Methodenlehre \| Transzendentale Methodenlehre \| Transzendentale Methodenlehre \| Transzendentale Methodenlehre \| \| \| \| \| \| Transzendentale Elementarlehre \| Transzendentale Elementarlehre \| Transzendentale Elementarlehre \| Transzendentale Elementarlehre \| Transzendentale Elementarlehre \| Transzendentale Elementarlehre \| \| \| \| \| \| \| \| \| \| \| Transzendentale Methodenlehre \| Transzendentale Methodenlehre \| Transzendentale Methodenlehre \| Transzendentale Methodenlehre \| Transzendentale Methodenlehre \| Transzendentale Methodenlehre \| \| \| \| \| \| \| \| \| \| \| \| \| \| \| \| \| \| \| \| \| \| \| \| \| \| \| \| \| Transzendentale Ästhetik \| Transzendentale Ästhetik \| Transzendentale Ästhetik \| Transzendentale Ästhetik \| Transzendentale Ästhetik \| Transzendentale Ästhetik \| \| \| Transzendentale Logik \| Transzendentale Logik \| Transzendentale Logik \| Transzendentale Logik \| Transzendentale Logik \| Transzendentale Logik \| \| \| \| \| \| \| - Disziplin - Kanon - Architektonik - Geschichte \| - Disziplin - Kanon - Architektonik - Geschichte \| - Disziplin - Kanon - Architektonik - Geschichte \| - Disziplin - Kanon - Architektonik - Geschichte \| - Disziplin - Kanon - Architektonik - Geschichte \| - Disziplin - Kanon - Architektonik - Geschichte \| \| Transzendentale Ästhetik \| Transzendentale Ästhetik \| Transzendentale Ästhetik \| Transzendentale Ästhetik \| Transzendentale Ästhetik \| Transzendentale Ästhetik \| \| \| Transzendentale Logik \| Transzendentale Logik \| Transzendentale Logik \| Transzendentale Logik \| Transzendentale Logik \| Transzendentale Logik \| \| \| \| \| \| \| - Disziplin - Kanon - Architektonik - Geschichte \| - Disziplin - Kanon - Architektonik - Geschichte \| - Disziplin - Kanon - Architektonik - Geschichte \| - Disziplin - Kanon - Architektonik - Geschichte \| - Disziplin - Kanon - Architektonik - Geschichte \| - Disziplin - Kanon - Architektonik - Geschichte \| \| \| \| \| \| \| \| \| \| \| \| \| \| \| \| \| \| \| \| \| \| \| \| \| \| \| \| \| \| \| \| \| Transzendentale Analytik \| Transzendentale Analytik \| Transzendentale Analytik \| Transzendentale Analytik \| Transzendentale Analytik \| Transzendentale Analytik \| \| \| Transzendentale Dialektik \| Transzendentale Dialektik \| Transzendentale Dialektik \| Transzendentale Dialektik \| Transzendentale Dialektik \| Transzendentale Dialektik \| \| \| \| \| \| \| \| \| \| \| \| \| \| Transzendentale Analytik \| Transzendentale Analytik \| Transzendentale Analytik \| Transzendentale Analytik \| Transzendentale Analytik \| Transzendentale Analytik \| \| \| Transzendentale Dialektik \| Transzendentale Dialektik \| Transzendentale Dialektik \| Transzendentale Dialektik \| Transzendentale Dialektik \| Transzendentale Dialektik \| \| \| \| \| \| \| \| \| \| \| \| \| \| \| \| \| \| \| \| \| \| \| \| \| \| \| \| \| \| \| \| \| \| \| \| \| \| \| \| \| - Kategorien - Schemata - Grundsätze \| - Kategorien - Schemata - Grundsätze \| - Kategorien - Schemata - Grundsätze \| - Kategorien - Schemata - Grundsätze \| - Kategorien - Schemata - Grundsätze \| - Kategorien - Schemata - Grundsätze \| \| \| - Paralogismen - Antinomien - Regulative Ideen \| - Paralogismen - Antinomien - Regulative Ideen \| - Paralogismen - Antinomien - Regulative Ideen \| - Paralogismen - Antinomien - Regulative Ideen \| - Paralogismen - Antinomien - Regulative Ideen \| - Paralogismen - Antinomien - Regulative Ideen \| \| \| \| \| \| \| \| \| |                          |                          |                          |                                      |                                      |                                      |                                      |                                      |                                      |                       |                       |                                                |                                                |                                                |                                                |                                                |                                                |  |  |                                                  |                                                  |                                                  |                                                  |                                                  |                                                  |
| Die Methodenlehre im Gesamtzusammenhang der Kritik der reinen Vernunft |                          |                          |                          |                                      |                                      |                                      |                                      |                                      |                                      |                       |                       |                                                |                                                |                                                |                                                |                                                |                                                |  |  |                                                  |                                                  |                                                  |                                                  |                                                  |                                                  |
| |                          |                          |                          |                                      |                                      |                                      |                                      |                                      |                                      |                       |                       | Vorrede                                        |                                                |                                                |                                                |                                                |                                                |  |  |                                                  |                                                  |                                                  |                                                  |                                                  |                                                  |
| |                          |                          |                          |                                      |                                      |                                      |                                      |                                      |                                      |                       |                       |                                                |                                                |                                                |                                                |                                                |                                                |  |  |                                                  |                                                  |                                                  |                                                  |                                                  |                                                  |
| |                          |                          |                          |                                      |                                      |                                      |                                      |                                      |                                      |                       |                       | Einleitung                                     |                                                |                                                |                                                |                                                |                                                |  |  |                                                  |                                                  |                                                  |                                                  |                                                  |                                                  |
| |                          |                          |                          | Transzendentale Elementarlehre       | Transzendentale Elementarlehre       | Transzendentale Elementarlehre       | Transzendentale Elementarlehre       | Transzendentale Elementarlehre       | Transzendentale Elementarlehre       |                       |                       |                                                |                                                |                                                |                                                |                                                |                                                |  |  | Transzendentale Methodenlehre                    | Transzendentale Methodenlehre                    | Transzendentale Methodenlehre                    | Transzendentale Methodenlehre                    | Transzendentale Methodenlehre                    | Transzendentale Methodenlehre                    |
| |                          |                          |                          | Transzendentale Elementarlehre       | Transzendentale Elementarlehre       | Transzendentale Elementarlehre       | Transzendentale Elementarlehre       | Transzendentale Elementarlehre       | Transzendentale Elementarlehre       |                       |                       |                                                |                                                |                                                |                                                |                                                |                                                |  |  | Transzendentale Methodenlehre                    | Transzendentale Methodenlehre                    | Transzendentale Methodenlehre                    | Transzendentale Methodenlehre                    | Transzendentale Methodenlehre                    | Transzendentale Methodenlehre                    |
| |                          |                          |                          |                                      |                                      |                                      |                                      |                                      |                                      |                       |                       |                                                |                                                |                                                |                                                |                                                |                                                |  |  |                                                  |                                                  |                                                  |                                                  |                                                  |                                                  |
| Transzendentale Ästhetik | Transzendentale Ästhetik | Transzendentale Ästhetik | Transzendentale Ästhetik | Transzendentale Ästhetik             | Transzendentale Ästhetik             |                                      |                                      | Transzendentale Logik                | Transzendentale Logik                | Transzendentale Logik | Transzendentale Logik | Transzendentale Logik                          | Transzendentale Logik                          |                                                |                                                |                                                |                                                |  |  | - Disziplin - Kanon - Architektonik - Geschichte | - Disziplin - Kanon - Architektonik - Geschichte | - Disziplin - Kanon - Architektonik - Geschichte | - Disziplin - Kanon - Architektonik - Geschichte | - Disziplin - Kanon - Architektonik - Geschichte | - Disziplin - Kanon - Architektonik - Geschichte |
| Transzendentale Ästhetik | Transzendentale Ästhetik | Transzendentale Ästhetik | Transzendentale Ästhetik | Transzendentale Ästhetik             | Transzendentale Ästhetik             |                                      |                                      | Transzendentale Logik                | Transzendentale Logik                | Transzendentale Logik | Transzendentale Logik | Transzendentale Logik                          | Transzendentale Logik                          |                                                |                                                |                                                |                                                |  |  | - Disziplin - Kanon - Architektonik - Geschichte | - Disziplin - Kanon - Architektonik - Geschichte | - Disziplin - Kanon - Architektonik - Geschichte | - Disziplin - Kanon - Architektonik - Geschichte | - Disziplin - Kanon - Architektonik - Geschichte | - Disziplin - Kanon - Architektonik - Geschichte |
| |                          |                          |                          |                                      |                                      |                                      |                                      |                                      |                                      |                       |                       |                                                |                                                |                                                |                                                |                                                |                                                |  |  |                                                  |                                                  |                                                  |                                                  |                                                  |                                                  |
| |                          |                          |                          | Transzendentale Analytik             | Transzendentale Analytik             | Transzendentale Analytik             | Transzendentale Analytik             | Transzendentale Analytik             | Transzendentale Analytik             |                       |                       | Transzendentale Dialektik                      | Transzendentale Dialektik                      | Transzendentale Dialektik                      | Transzendentale Dialektik                      | Transzendentale Dialektik                      | Transzendentale Dialektik                      |  |  |                                                  |                                                  |                                                  |                                                  |                                                  |                                                  |
| |                          |                          |                          | Transzendentale Analytik             | Transzendentale Analytik             | Transzendentale Analytik             | Transzendentale Analytik             | Transzendentale Analytik             | Transzendentale Analytik             |                       |                       | Transzendentale Dialektik                      | Transzendentale Dialektik                      | Transzendentale Dialektik                      | Transzendentale Dialektik                      | Transzendentale Dialektik                      | Transzendentale Dialektik                      |  |  |                                                  |                                                  |                                                  |                                                  |                                                  |                                                  |
| |                          |                          |                          |                                      |                                      |                                      |                                      |                                      |                                      |                       |                       |                                                |                                                |                                                |                                                |                                                |                                                |  |  |                                                  |                                                  |                                                  |                                                  |                                                  |                                                  |
| |                          |                          |                          | - Kategorien - Schemata - Grundsätze | - Kategorien - Schemata - Grundsätze | - Kategorien - Schemata - Grundsätze | - Kategorien - Schemata - Grundsätze | - Kategorien - Schemata - Grundsätze | - Kategorien - Schemata - Grundsätze |                       |                       | - Paralogismen - Antinomien - Regulative Ideen | - Paralogismen - Antinomien - Regulative Ideen | - Paralogismen - Antinomien - Regulative Ideen | - Paralogismen - Antinomien - Regulative Ideen | - Paralogismen - Antinomien - Regulative Ideen | - Paralogismen - Antinomien - Regulative Ideen |  |  |                                                  |                                                  |                                                  |                                                  |                                                  |                                                  |

Zur Beschreibung der Aufgabenstellung der transzendentalen Methodenlehre verwendet Kant die Metapher eines Gebäudes. In der transzendentalen Elementarlehre, dem ersten Teil der KrV, wurde untersucht, welche Art von Gebäude man mit dem vorhandenen „Bauzeug“ (dem menschlichen Erkenntnisvermögen) errichten kann. Es reicht wegen der Grenzen der Vernunft nicht für den erträumten Turm bis an den Himmel, sondern nur zu einem Wohnhause. In der Methodenlehre soll nun der Bauplan für dieses Gebäude skizziert werden. Sie enthält die „Bestimmungen der formalen Bedingungen eines vollständigen Systems der reinen Vernunft“ (B. 735 f.).

## Disziplin der reinen Vernunft
Die Disziplin soll helfen, Irrtümer zu vermeiden, die aus unangemessenen Methoden entspringen.
„Wo aber, wie in der reinen Vernunft, ein ganzes System von Täuschungen und Blendwerk angetroffen wird, die unter sich wohl verbunden und unter gemeinschaftlichen Prinzipien vereinigt sind, da scheint eine ganz eigene und zwar negative Gesetzgebung erforderlich zu sein, welche unter dem Namen einer Disziplin aus der Natur der Vernunft und der Gegenstände ihres reinen Gebrauchs gleichsam ein System der Vorsicht und Selbstprüfung errichte, vor welchem kein falscher vernünftelnder Schein bestehen mag, sondern sich sofort, unerachtet aller Gründe seiner Beschönigung, verraten muss.“ (B 739)
Dogmatischer Gebrauch
Die Mathematik ist ein Modell, in dem das Wissen „ohne Beihülfe der Erfahrung“ voranschreitet. Der Grund ist, dass in der Mathematik Begriffe wie der eines Triangels intuitiv konstruiert werden. Diese Konstruktionen basieren auf Definitionen und Axiomen sowie Demonstrationen. Demgegenüber ist die philosophische Erkenntnis eine diskursive Vernunfterkenntnis aus Begriffen (B 741), die sie bloß zergliedert, und aus synthetischen Sätzen a priori wie im Beispiel einer Ursache, die als solche nicht empirisch zu beobachten ist, sondern einen Grundsatz der Synthesis darstellt (B 750)
„Alles was da ist (ein Ding im Raum oder der Zeit), zu erwägen, ob und wie fern es ein Quantum ist oder nicht, dass ein Dasein in demselben oder Mangel vorgestellt werden müsse, wie fern dieses Etwas (welches Raum oder Zeit erfüllt) ein erstes Substratum, oder bloße Bestimmung sei, eine Beziehung seines Daseins auf etwas anderes, als Ursache oder Wirkung, habe, und endlich isoliert oder in wechselseitiger Abhängigkeit mit anderen in Ansehung des Daseins stehe, die Möglichkeit dieses Daseins, die Wirklichkeit und Notwendigkeit, oder Gegenstände derselben zu erwägen: dieses alles gehört zum Vernunfterkenntnis aus Begriffen, welches philosophisch genannt wird.“ (B 752)
Dogmen sind Lehrsprüche, die auf Urteilen aus Begriffen beruhen (B 764). Dogmen, die unhinterfragt bleiben, sind Ausgangspunkt für Fehler und Täuschungen. Zur Methode der Transzendentalphilosophie gehört stattdessen die „Kritik unserer Vermögensumstände“ (B 766)
Polemischer Gebrauch
Kant äußerte ein gewisses Verständnis für Polemik im Streit gegen dogmatische Irrtümer. Dogmatiker neigen dazu, ihre Argumente zu verschleiern, um Recht zu behalten. Doch am Ende ist Polemik nicht nötig, da sich langfristig die bessere Begründung durchsetzen wird.
„So gibt’s demnach keine eigentliche Polemik im Felde der reinen Vernunft. Beide Teile sind Luftfechter, die sich mit ihrem Schatten herumbalgen, denn sie gehen über die natur hinaus, wo für ihre dogmatischen Griffe nichts vorhanden ist, was sich fassen oder halten ließe. Sie haben gut kämpfen, die Schatten, die sie zerhauen, wachsen, wie die Helden in Walhalla, in einem Augenblick wieder zusammen, um sich aufs neue in unblutigen Kämpfen belustigen zu können.“ (B 784)
Skeptischer Gebrauch
Der Skeptizismus ist unbefriedigend. Das Wissen um die Grenzen der Erkenntnis ermöglicht es zu beurteilen, ob eine Unwissenheit aus der Sachlage oder aus der
Erkenntnisfähigkeit heraus besteht. Man erlangt es aber nicht aus Erfahrung, sondern a priori. David Hume, „der geistreichste unter den Skeptikern“ ist mit der Feststellung, dass Kausalität mit Erfahrung nicht zu erfassen ist, zu dem Schluss gekommen, dass ein solcher Begriff auf Gewohnheit beruht. Dies ist jedoch aus der Sicht von Kant ein Schritt zu wenig. Dass der Mensch synthetische Erkenntnisse a priori besitzt, erweist sich daran, dass er mit Verstandesgrundsätzen die Erfahrung antizipieren kann. Der Skeptiker kann nicht erklären, wie der Mensch aus den Begriffen und Urteilen des Verstandes Prinzipien ableiten kann, mit denen allgemeine naturwissenschaftliche Sachverhalte (Kants Beispiel ist das Schmelzen von Wachs in der Sonne) erklären kann.
Hypothetischer Gebrauch
Vernunftbegriffe bleiben bloße Ideen, solange man sie nicht auf Erfahrung bezieht.
„Ordnung und Zweckmäßigkeit der Natur muss wiederum aus Naturgründen und nach Naturgesetzen erklärt werden, und hier sind selbst die wildesten Hypothesen, wenn sie nun physisch sind, erträglicher als eine hyperphysische, d.i. die Berufung auf einen göttlichen Urheber, den man zu diesem Behuf voraussetzt.“ (B 800–801)
Eine zweite Anforderung an wissenschaftliche Erkenntnisse ist, dass Hypothesen begründet sein müssen. Dies gilt auch für Hilfshypothesen, die hinzugezogen werden, wenn eine Erklärung nicht ausreicht. Hypothesen im Bereich der Vernunft sind ohne Funktion; es sei den, man verwendet sie (wie bei den Antinomien), um zu zeigen, dass eine gegenteilige Hypothese in gleicher Weise begründet werden kann.
„Denn spekulative Vernunft in ihrem transzendentalen Gebrauche ist an sich dialektisch. Die Einwände, die zu fürchten sein möchten, liegen in uns selbst.“ (B 805)
Gebrauch als Beweismittel
Ein sinnvoller Gebrauch der Vernunft liegt darin, zu überprüfen und aufzuzeigen, ob und wie bei transzendentalen und synthetischen Sätzen die verwendeten Begriffe objektive Gültigkeit haben und eine Möglichkeit der Synthesis a priori gegeben ist. Hierzu dienen als unverzichtbare Richtschnur in der Mathematik die Anschauung und in der transzendentalen Erkenntnis die Erfahrung. Weil Sätze a priori nur von einem Begriff ausgehen, meinte Kant, dass es auch nur jeweils einen richtigen Beweisweg gäbe. Solche Beweise sollten zudem immer direkt („ostensiv“) und nicht indirekt („apagogisch“) durchgeführt werden. Letztere sind nur eine „Nothülfe“ (B 818), da sie auf einer Verneinung beruhen.

## Kanon der reinen Vernunft
Nach dem Hinweis, beim Einsatz der Vernunft in der Philosophie und in den Wissenschaften Disziplin zu bewahren und die Bedingungen der Möglichkeit von Erkenntnis zu beachten, stellte Kant im zweiten Hauptstück der Methodenlehre einen Kanon für Grundsätze des richtigen Verstandesgebrauchs auf. Während die Disziplin eine Negativlehre ist, zeigt der Kanon nun, was erlaubt ist. Da die rein spekulative Vernunft zu keinen sinnvollen Ergebnissen führen kann, muss dieser Kanon sich auf den praktischen Gebrauch der reinen Vernunft beziehen. Konkret war dies für Kant die Frage, wie die Vorstellung einer unsterblichen Seele und wie ein Gott als höchster Urgrund sich auf das praktische Leben beziehen können. Den freien Willen (als Idee der Welt) klammerte er aus, weil er davon ausging, dass dieser bereits empirisch als erwiesen angenommen werden kann.
„Nun bleibt noch ein Versuch übrig: ob nämlich auch reine Vernunft im praktischen Gebrauche anzutreffen sei, ob sie in demselben zu Ideen führe, welche die höchsten Zwecke der reinen Vernunft, die wir eben angeführt haben, erreichen, und diese also aus dem Gesichtspunkte ihres praktischen Interesses nicht dasjenige gewähren können, was sie uns in Ansehung der spekulativen ganz und gar abschlägt.“
Alles Interesse meiner Vernunft (das spekulative sowohl, als das praktische) vereinigt sich in folgenden drei Fragen:
1. Was kann ich wissen?
2. Was soll ich tun?
3. Was darf ich hoffen? (B 832–833)
Den höchsten Zweck des praktischen Lebens sah Kant in der Glückseligkeit, die erreicht wird, wenn das praktische Gebot der Klugheit mit dem durch die reine Vernunft erkennbaren Sittengesetz in Einklang steht. Daraus ergibt sich das Gebot, nach dem Sittengesetz zu handeln: „Tue das, wodurch du würdig wirst, glücklich zu sein.“ (B 836–837)
Um ein solches Ideal anzustreben, muss man von einer idealen Welt ausgehen. Eine solche ideale Welt ist nur möglich, wenn sie einen höchsten Urgrund, einen Schöpfer, hat. Und eine solche ideale Welt kann man sich nur als eine künftige Welt vorstellen, denn die gegenwärtige Welt entspricht diesen Anforderungen nicht. Eine solche ideale und künftige Welt setzt somit die Existenz einer unsterblichen Seele voraus.
„Die Sittlichkeit an sich selbst macht ein System aus, aber nicht die Glückseligkeit, außer sofern sie der Moralität genau angemessen ausgeteilt ist. Dieses ist aber nur möglich in einer intelligiblen Welt unter einem weisen Urheber und Regierer. Einen solche samt dem Leben in einer solchen Welt, die wir als eine künftige ansehen müssen, sieht sich die Vernunft genötigt anzunehmen, oder die moralischen Gesetze als leere Hirngespinste anzusehen, weil der notwendige Erfolg derselben, den dieselbe Vernunft mit ihnen verknüpft, ohne jede Voraussetzung wegfallen müsste.“ (B 839)
Eine künftige ideale Welt, in der die Glückseligkeit herrscht, nannte Kant nach Leibniz das „Reich der Gnaden“ im Gegensatz zum „Reich der Natur“ (A 812). Wer sich nach dem Sittengesetz und daraus abgeleiteten Maximen (vgl. GMS) verhält, erfüllt die Bedingungen der Glückseligkeit, wenn er zudem sein Handeln auf eine moralische Gesinnung stützt. Unter diesen Voraussetzungen darf der Mensch hoffen, dass Gott ihm die Glückseligkeit gewährt. Die praktische Wissenschaft, mit der diese Einsicht gewonnen werden kann, ist die Moraltheologie. Mit ihr wird der Glauben an einen ersten Urgrund als Voraussetzung der Sittlichkeit erwiesen. Die spekulative Vernunft kann das weder als rationale noch als natürliche Theologie leisten. Moraltheologie beruht zwar auf einer theoretischen Überlegung, ist aber auf praktisches Handeln gerichtet.
„Moraltheologie ist also nur von immanentem Gebrauche, nämlich unserer Bestimmung hier in der Welt zu erfüllen, indem wir in das System aller Zwecke passen, und nicht schwärmerisch oder gar frevelhaft den Leitfaden einer moralisch gesetzgebenden Vernunft verlassen, […] (B 847)
Inhalt des Kanons der reinen Vernunft sind also die Vernunftideen der Seele, der Freiheit und von Gott, allerdings nur als regulative Ideen betrachtet.“

## Architektonik der reinen Vernunft
In der Architektonik wollte Kant zeigen, dass die Philosophie eine innere Systematik hat. Sie ist „die Lehre des Szientifischen in unserer Erkenntnis“ überhaupt. Die Darstellung des inneren Zusammenhangs verdeutlicht den wissenschaftlichen Charakter der Philosophie. Diese ist damit keine „Rhapsodie“, sondern „die Einheit der mannigfaltigen Erkenntnisse unter einer Idee“. (B 860)
| Gliederungselement                                                                       | Gegenstück                                                                        | Wissenschaft                                                             |
| ---------------------------------------------------------------------------------------- | --------------------------------------------------------------------------------- | ------------------------------------------------------------------------ |
| Erkenntnis                                                                               |                                                                                   |                                                                          |
| rational (ex principiis)                                                                 | empirisch (ex datis; historisch)                                                  | empirische Wissenschaften incl. empirische Psychologie und Anthropologie |
| subjektiv (rational i. e. S.)                                                            | objektiv (als bloße Ideen)                                                        |                                                                          |
| nach dem Weltbegriff (eigene Vernunft = Lernen zu philosophieren)                        | nach dem Schulbegriff (fremde Vernunft = begriffliches Lehrgebäude)               | Philosophiegeschichte Systemlehre                                        |
| philosophisch (allein aus Begriffen = allgemeine Metaphysik)                             | mathematisch (aus der Konstruktion von Begriffen)                                 | Mathematik                                                               |
| System der reinen Vernunft (Philosophie als Wissenschaft = Metaphysik i. w. S.)          | Kritik der Vernunft (Propädeutik über das Vermögen der Erkenntnis)                | Philosophische Erkenntniskritik                                          |
| Metaphysik der Natur (reine Vernunftprinzipien bloß aus Begriffen = Metaphysik i. e. S.) | Metaphysik der Sitten (Prinzipien des Tuns und des Lassens a priori = Moralität)  | Ethik                                                                    |
| Physiologie der reinen Vernunft (mit gegebenen Gegenständen)                             | Transzendentalphilosophie (ohne gegebene Objekte = synthetische Urteile a priori) | Ontologie                                                                |
| immanent (Anwendung aus Erfahrung)                                                       | transzendent (jenseits von Erfahrung)                                             | rationale Kosmologie rationale Theologie                                 |
| innerer Sinn (denkende Natur)                                                            | äußerer Sinn (körperliche Natur)                                                  | rationale Physik                                                         |
| Ich denke                                                                                |                                                                                   | rationale Psychologie                                                    |

Eine solche Architektonik folgt wie in den anderen Wissenschaften einem Schema, das sich erst durch die Vernunft ergibt, wenn man genügend Teile der Wissenschaft untersucht hat, indem man ihren Zusammenhang herausfindet. Kant entwickelte das Schema in Form einer dichotomischen Entgegensetzung, die an eine Dihairesis Platons erinnert. Ausgangspunkt der Architektonik der reinen Vernunft ist die Unterscheidung der zwei Erkenntnisstämme Sinnlichkeit und Verstand. Sinnlichkeit ist empirisch und auf historische Daten angewiesen. Das rationale, auf dem Verstand beruhende Element der Erkenntnis fügt Prinzipien (Kategorien und Grundsätze) hinzu. Solche Erkenntnis ist nie bloß objektiv. Dann handelte es sich um bloße Ideen. Sie bedarf vielmehr des erkennenden Subjekts. Je nach Quelle der Erkenntnis der Prinzipien unterschied Kant Erkenntnis nach dem Schulbegriff und nach dem Weltbegriff. Nach dem Schulbegriff erlernt man Systeme, die von einer fremden Vernunft entworfen wurden. Man vollzieht begriffliche Lehrgebäude eines anderen nach. Als Beispiel eines solchen Systems nannte Kant die rationale Philosophie von Christian Wolff. Philosophische Erkenntnis entsteht nach Kant aber erst, wenn man die Prinzipien aus der eigenen Vernunft versteht.
„Man kann also unter allen Vernunftwissenschaften (a priori) nur allein Mathematik, niemals aber Philosophie (es sei denn historisch), sondern, was die Vernunft betrifft, höchstens zu philosophieren lernen.“ (B 865)
Bei der Erkenntnis aus der reinen Vernunft gibt es für die Mathematik nach Kant eine Sonderrolle. Diese basiert auf Definitionen und Axiomen und ist daher eine Konstruktion aus Begriffen. Die Philosophie kann sich hingegen allein auf Begriffe und deren unmittelbare Analyse stützen. Eine so abgegrenzte Philosophie heißt Metaphysik, die sowohl die Kritik der Vernunft als auch das System der reinen Vernunft umfasst. Die Kritik hat die Aufgabe einer Propädeutik, in der die Bedingungen der Möglichkeit von Erkenntnis geklärt werden. In der KrV ist die philosophische Erkenntniskritik vor allem in der transzendentalen Ästhetik und Analytik (ohne die Grundsätze) abgehandelt.
Die eigentliche Metaphysik (im weiteren Sinne) ist die Philosophie, wenn sie als Wissenschaft den systematischen Zusammenhang der Erkenntnis untersucht. Dabei gibt es zum einen die Metaphysik der Sitten und zum anderen die Metaphysik der Natur. Das Grundprinzip der Sittenlehre ist die Moralität, in der aus der reinen Vernunft die Prinzipien des Tuns und Lassens a priori bestimmt werden. Demgegenüber befasst sich die Metaphysik der Natur mit reinen Vernunftprinzipien bloß aus Begriffen. Dies ist die Metaphysik im engeren Sinne.
Die Metaphysik im engeren Sinne gliederte Kant in einer Struktur, die nahezu vollständig der traditionellen Metaphysik, wie sie Wolff lehrte, entspricht. Ihre Darstellung entspricht weitgehend dem Inhalt der transzendentalen Dialektik. Das System, das sich nur mit Begriffen und den durch die Vernunft bestimmten Grundsätzen befasst, also ohne Bezug auf gegebene Objekte ist die Transzendentalphilosophie. Diese wird in der KrV im Schwerpunkt in der transzendentalen Analytik entwickelt. Ihr entspricht in der traditionellen Metaphysik die Ontologie. Sofern die Philosophie sich mit Vernunftprinzipien befasst (transzendentale Dialektik), die sich auf gegebene Gegenstände (nicht auf deren Erkenntnis) beziehen, handelt es sich um die Physiologie der reinen Vernunft. Wenn diese Gegenstände jenseits von Erfahrung liegen, sind sie transzendent. Es ist eine Verknüpfung des Äußeren mit dem erkennenden Subjekt. Dies betrifft die rationale Kosmologie (Antinomien) und die rationale Theologie (Ideal der reinen Vernunft).
Bezieht sich die Verknüpfung auf das Innere des Subjekts, so heißt die Physiologie immanent. Hier findet die Anwendung der Erfahrung Berücksichtigung. Ist das Subjekt auf den äußeren Sinn gerichtet, befasst sich die Vernunft in der rationalen Physik mit der körperlichen Natur. In Bezug auf den inneren Sinn ist der Gegenstand die denkende Natur, die in der rationalen Psychologie abgehandelt wird.
Kant war der Auffassung, dass sein so skizziertes System der Form nach vollständig und dem Aufbau nach notwendig strukturiert war. Um zu diesem System zu gelangen, benötigt man nur den bloßen Begriff der Materie (körperliche Natur) und den Begriff eines denkenden Wesens (denkende Natur) als Ausgangspunkt der Erkenntnis a priori. Ein wesentlicher Teil der Architektonik ist bereits in der KrV abgehandelt. Zur inhaltlichen Ausfüllung des Systems sah Kant hingegen noch einiges an offener Arbeit, die er teilweise in seinen weiteren Werken ausgeführt hat. In der Einbettung in die Architektonik ergeben sich unmittelbare Anknüpfungspunkte in der Kritik der Urteilskraft, Kritik der praktischen Vernunft und in Die Religion innerhalb der Grenzen der bloßen Vernunft. Zur Anwendung des Systems im Bereich der Natur verfasste er die Metaphysische Anfangsgründe der Naturwissenschaft sowie im Bereich der Moral die Metaphysik der Sitten.
Zusammenfassend merkte Kant am Ende der Architektonik (B 878–879) an, dass die Metaphysik
- zwar nicht Grundlage von Religion ist, diese aber möglich macht („ihre unentbehrliche Schutzwehr ist“).
- unausweichlich zur Natur des Menschen gehört.
- die von der Menschheit verfolgten Zwecke auch in der Mathematik und in den Naturwissenschaften bestimmt.
- damit „Vollendung aller Kultur der menschlichen Vernunft“ ist.
- „die allgemeine Ordnung und Eintracht, ja den Wohlbestand des wissenschaftlichen gemeinen Wesens“ sichert.
- und schließlich die „allgemeine Glückseligkeit“ befördert.

## Geschichte der reinen Vernunft
Kant ging auf diesen Schlusspunkt der KrV nur noch kurz ein. Seine Geschichte der Philosophie ist selbst Philosophie. Denn sie nimmt den Gedanken der Zweckhaftigkeit und Zielgerichtetheit wieder auf, die er für ein wesentliches Moment der theoretischen Vernunft hält und der nun der Schluss in der Komposition des Werkes zukommt.
Im Schlussabsatz der KrV stellte Kant befriedigt und selbstgewiss fest:
„Der kritische Weg ist allein noch offen. Wenn der Leser diesen in meiner Gesellschaft durchzuwandern Gefälligkeit und Geduld gehabt hat, so mag er jetzt urteilen, ob nicht, wenn es ihm beliebt, das Seinige dazu beizutragen, um diesen Fußsteig zur Heerstraße zu machen, dasjenige, was viele Jahrhunderte nicht leisten konnten, noch vor Ablauf des gegenwärtigen erreicht werden möge; nämlich die menschliche Vernunft in dem, was ihre Wissbegierde jederzeit, bisher aber vergeblich, beschäftigt hat, zur völligen Befriedigung zu bringen.“ (B 884)